# Olejek jaśminowy
Olejek jaśminowy (łac. Oleum Jasmini) – olejek eteryczny pozyskiwany z płatków kwiatów jaśminu wielkokwiatowego (Jasminum grandiflorum L., rodzina oliwkowate), krzewu pochodzącego z Indii wschodnich. Płatki są poddawane ekstrakcji eterem naftowym lub enfleurage. Głównym składnikiem olejku jest ester – octan benzylu. Olejek jest cenionym przez perfumiarzy składnikiem kompozycji perfumeryjnych, prawie tak samo popularnym jak olejek różany.

## Pozyskiwanie olejku
Jaśmin wielkokwiatowy jest uprawiany do celów perfumeryjnych w krajach o łagodnym klimacie, takich jak południowa Francja (np. departamenty Alpy Nadmorskie i Var), Riwiera Włoska, Kalabria, Sycylia, Egipt. Stosuje się szczepienie na jaśminie lekarskim (Jasminum officinale L.). W Polsce spotykany jest w uprawie jako roślina ozdobna jaśminowiec wonny (Philadelphus coronarius L., rodzina hortensjowate), niepoprawnie nazywany jaśminem, który nie jest wykorzystywany do produkcji olejków. Jego zapach, również przyjemny, różni się od zapachu jaśminu wielkokwiatowego.
Delikatne płatki kwiatów są zbierane ręcznie, przed świtem, aby rosa i ciepło ich nie uszkodziły. Jeden pracownik zbiera w ciągu godziny ok. 0,5 kg płatków. W okresie między I i II wojną światową we Francji zbierano 600–700 tys. kilogramów, w Egipcie – 100 tys., we Włoszech – 400–500 tys., w Syrii – 10–12 tys.
Zebrane kwiaty natychmiast dostarcza się do wytwórni. Około 85% produkowanych olejków pozyskuje się metodą ekstrakcji, z użyciem eteru naftowego, a pozostałą ilość – metodą enfleurage. Druga z wymienionych metod jest bardziej pracochłonna, ale pozwala osiągnąć większą wydajność (absorbowany jest olejek, który płatki wytwarzają przez kilkadziesiąt godzin od chwili zerwania). W przypadku ekstrakcji wydajność olejku concrèt wynosi 0,28–0,34% (wyjątkowo do 0,38%). Po rozpuszczeniu concrètu w alkoholu, odcedzeniu wosków i oddestylowaniu rozpuszczalnika otrzymuje się 45–55% olejku absolutnego (absolut). W ramach kontroli jakości absolutu prowadzi się w skali laboratoryjnej jego destylację z przegrzaną parą wodną pod ciśnieniem 35–40 mm lub z glikolem etylenowym – również pod zmniejszonym ciśnieniem. Odbierana frakcja olejku stanowi 10–23,5%.

## Składniki i właściwości olejków
Ilościowo dominującymi składnikami olejku jaśminowego są:
- octan benzylu (ok. 65%)
- alkohol C18H34O (26–37%), prawdopodobnie mieszanina izomerów, która odgrywa rolę utrwalacza zapachu

Obok nich w mieszaninach występują: D i DL-linalol (ok. 15,5%), octan linalilu (ok. 7,5%), benzoesan benzylu (4,5–6,5%), alkohol benzylowy (ok. 6%), indol (ok. 2,5%), antranilan metylu (ok. 0,5%), eugenol (0,1–0,25%), a poza tym m.in. geraniol, nerol, L-α-terpineol, „alkohol liściowy” o zapachu przypominającym β,γ-heksenol, farnezol, nerolidol, p-krezol, kreozol, aldehyd benzoesowy.
| Właściwości                           | concrèt                                                                    | absolut |
| Wygląd                                | czerwonawobrunatna, woskowata masa, częściowo rozpuszczalna w alkoholu 95° | gęsta, klarowna, żółtawobrunatna ciecz, rozpuszczalna w alkoholu 95°; w czasie przechowywania ciemnieje i mętnieje (powstaje szarawy osad), zabarwienie staje się czerwone, a zapach mniej żywy |
| Temperatura topnienia/krzepnięcia     | t.t. 47–52 °C (według innych źródeł: t.t. 49–52 °C / t.k. 47–51 °C)        | |
| Gęstość, d15/15                       | 0,886–0,8987                                                               | 0,9290–0,9550 |
| Skręcalność właściwa, αD              | roztwór alkoholowy (10%): +5° do +12°                                      | +2°23′ do +4°95′ (?) |
| Współczynnik załamania światła, n20/D | 1,4640–1,4658                                                              | 1,4822–1,4935 |
| Liczba kwasowa                        | 12,6–15,4 (według innych źródeł: 9,8–12,6)                                 | 4,2–17,2 |
| Liczba estrowa                        | 68–105                                                                     | 96,4–147,6 |
| Zawartość składników                  |                                                                            | benzoesan benzylu: 4,5–6,5%, indol: 0,08–0,20%, antranilan metylu: 0,15–0,35% |

## Zastosowanie
Olejek jaśminowy jest składnikiem niemal wszystkich perfum dobrej jakości (kwiatowych i fantazyjnych). Jest najczęściej stosowanym surowcem z grupy kwiatów białych. W pierwszej połowie XX w. udział absolutu w perfumach wynosił nawet 10%. W końcu XX w. stosowano nie więcej niż 1–2%. Olejek jaśminowy przyczynił się do sławy kompozycji No. 5 ‘Chanel’, Joy ‘Patou’, Arpège ‘Lanvin’ lub Fleur de fleur ‘Ricci’. W klasycznej kompozycji ‘Guerlaina’ L’Heure bleue z roku 1912 początkową tonację tworzą: róża, irys i heliotrop, a nutę środkową – piżmo, wanilia i jaśmin.